# Саламат (озеро)
Саламат (каз. Саламат) — озеро в Фёдоровском районе Костанайской области Казахстана. Находится в 10 км к востоку от Кособа (бывший свх Карабалыкский) и в 4,5 км к юго-западу от села Первомайское .
По данным топографической съёмки 1944 года, площадь поверхности озера составляет 6,45 км². Наибольшая длина озера — 4,5 км, наибольшая ширина — 1,7 км. Длина береговой линии составляет 12,2 км, развитие береговой линии — 1,34. Озеро расположено на высоте 209,7 м над уровнем моря.